# Belleray
Belleray és un municipi francès situat al departament del Mosa i a la regió del Gran Est. L'any 2007 tenia 421 habitants.

## Demografia

### Població
El 2007 la població de fet de Belleray era de 421 persones. Hi havia 180 famílies, de les quals 36 eren unipersonals (20 homes vivint sols i 16 dones vivint soles), 80 parelles sense fills, 60 parelles amb fills i 4 famílies monoparentals amb fills.
La població ha evolucionat segons el següent gràfic:
Habitants censats

### Habitatges
El 2007 hi havia 183 habitatges, 180 eren l'habitatge principal de la família, 1 era una segona residència i 2 estaven desocupats. 182 eren cases i 1 era un apartament. Dels 180 habitatges principals, 165 estaven ocupats pels seus propietaris, 12 estaven llogats i ocupats pels llogaters i 3 estaven cedits a títol gratuït; 1 tenia dues cambres, 12 en tenien tres, 36 en tenien quatre i 131 en tenien cinc o més. 156 habitatges disposaven pel capbaix d'una plaça de pàrquing. A 70 habitatges hi havia un automòbil i a 102 n'hi havia dos o més.

## Economia
El 2007 la població en edat de treballar era de 277 persones, 192 eren actives i 85 eren inactives. De les 192 persones actives 179 estaven ocupades (94 homes i 85 dones) i 13 estaven aturades (6 homes i 7 dones). De les 85 persones inactives 46 estaven jubilades, 14 estaven estudiant i 25 estaven classificades com a «altres inactius».

### Ingressos
El 2009 a Belleray hi havia 179 unitats fiscals que integraven 433 persones, la mediana anual d'ingressos fiscals per persona era de 20.184 €.

### Activitats econòmiques
Dels 8 establiments que hi havia el 2007, 1 era d'una empresa de fabricació d'altres productes industrials, 3 d'empreses de construcció, 2 d'empreses de comerç i reparació d'automòbils i 2 d'empreses de transport.
Dels 2 establiments de servei als particulars que hi havia el 2009, 1 era una fusteria i 1 empresa de construcció.
L'any 2000 a Belleray hi havia 8 explotacions agrícoles que ocupaven un total de 880 hectàrees.

## Equipaments sanitaris i escolars
El 2009 hi havia una escola elemental integrada dins d'un grup escolar amb les comunes properes formant una escola dispersa.

## Poblacions més properes
El següent diagrama mostra les poblacions més properes.